# Мозелов, Анатолий Павлович
Анатолий Павлович Мозелов (6 мая 1941, пос. Вырица, Ленинградская область — 17 августа 2022) — советский и российский философ

, специалист в области философии науки и техники, доктор философских наук, профессор, академик Академии гуманитарных наук, действительный член Санкт-Петербургской академии истории науки и техники, Заслуженный работник высшей школы Российской Федерации.
Заведующий кафедрой философии Балтийского государственного технического университета «ВОЕНМЕХ» им. Д. Ф. Устинова, председатель диссертационного совета Д 212.010.02.
Докторская диссертация — «Материалистическая диалектика и теория движущих сил развития живого» (защищена в 1987).

## Научные взгляды
В научных трудах автором выдвинута и обоснована концепция естественного отбора  как особой формы всеобщего развития, состоящего в стохастическом взаимодействии каузальных, кондициональных и субстратных закономерностей. Мозелов показал диалектику движущих сил эволюции как способа избирательного взаимодействия, механизма разрешения противоречий устойчивости и изменчивости, конструктивности и деструктивности, процесса и его результата. Предложил определение отбора как особенного стохастического процесса и обосновал положение о том, что селективность является атрибутом развития всех сложноорганизованных систем (физич., биол., соц., техн.).
Показал, что эволюционирующим системам во всем их многообразии присущи ограничения, которые в определённой мере канализируют развитие, определяют его направленность. Но одновременно селектогенезом вырабатываются и новообразования, «изобретения», которые снимают моменты ограниченности, и в целом развитие предстает как единство ограниченного и неограниченного. Обосновывал также положение, что в концепции движущих сил эволюционного процесса органически взаимосвязаны принцип развития и принцип детерминизма, что объективное отражение факторов и движущих сил развития систем и есть познание детерминации их эволюции, в которой имеют место и жёсткие, и статистические процессы.
Указывая, что человек превратился в мощную селективную силу, обосновал важность, в условиях урбоэкологии, исследовал не только абиотические и биотические факторы, влияющие на городского человека, но и динамику городской популяции (миграции, брачную ассортивность и инфертильность, связанную, в частности, с планированием семьи).

## Биография
- 1968 — закончил философский факультет ЛГУ
- 1971 — окончание аспирантуры философского факультета ЛГУ
- с 1971 — ассистент кафедры диалектического материализма философского факультета ЛГУ
- 1976 — доцент кафедры диалектического материализма философского факультета ЛГУ
- с 1979 — доцент Ленинградской кафедры философии АН СССР
- с 1984 — зав. кафедрой философии Балтийского государственного технического университета «ВОЕНМЕХ»
- 1989 — получил звание профессора
- 1992—2005 — декан Гуманитарного факультета Балтийского государственного технического университета «ВОЕНМЕХ»

## Основные работы
- Философские проблемы теории естественного отбора. — Л., 1983; [2]
- Современный дарвинизм и диалектика познания живого. (В соавт.) — Л., 1985;
- Проблема организации эволюционного процесса // Методологические проблемы организации биосистем. — М., 1978;
- Проблема закона в эволюционной теории // Проблема законов науки и логика научного познания. — Л., 1980;
- Экология и культура // Очерки истории и теории культуры. — СПб., 1992;
- Эволюционно-генетические механизмы экологии человека // Экология человека. — Киев, 1993;
- Российская философия сегодня: духовность, русская идея, выживание // Сборник «Россия: прошлое, настоящее будущее» (соавтор — Гречаный В. В.)
- Философия детства — будущее России // Сборник «Россия: прошлое, настоящее будущее» (соавтор — Гречаный В. В.)
- Человек в социально-экологическом пространстве города // Фигуры Танатоса. — СПб., 1998.
- Концепции современного естествознания : хрестоматия / БГТУ «ВОЕНМЕХ»; сост., отв.ред. А. П. Мозелов, сост. В. Ф. Гершанский. — СПб. : [б. и.], 2001 — Кн. I. — 2001. — 160 с.
- Этнология и этногенез русского народа : хрестоматия : учебное пособие для вузов. Кн. 1 / БГТУ «ВОЕНМЕХ»; ред., сост., авт. ст. А. П. Мозелов, А. А. Вересова. — СПб. : [б. и.], 2009.
- Этнология и этногенез русского народа : хрестоматия : учебное пособие для вузов. Кн. 2 / БГТУ «ВОЕНМЕХ»; ред., сост. А. П. Мозелов, сост. А. А. Вересова. — СПб. : [б. и.], 2010. — 191 с.